# Chamaeclea basiochrea
Chamaeclea basiochrea là một loài bướm đêm trong họ Noctuidae.